# Melanie Gillman
Melanie Gillman es una persona dibujante, ilustradora y conferencista queer de género no binario estadounidense, especializada en cómics LGBTQ para lectores jóvenes adultos, incluido el webcomic As the Crow Flies.  Sus cómics han sido publicados por Boom! Studios, Iron Circus Comics, Lion Forge Comics, Slate, VICE, Prism Comics, Northwest Press y The Nib.

## Educación
Gillman recibió una Licenciatura en Artes de la Universidad de Colorado en Boulder y una Maestría en Bellas Artes del Centro de Estudios de Dibujos Animados.

## Carrera

### Enseñanza
Gillman comenzó a enseñar Prácticas Profesionales en el California College of the Arts (CCA) en 2015, y luego recibió el nombramiento de Profesor Titular de Cómics. Imparte cursos en el Rocky Mountain College of Art and Design y en la Art Students' League de Denver y han sido becaria de redacción del programa Tulsa Artist Fellowship desde 2017.

### Publicaciones
La primera novela gráfica de Gillman, Smbitten (sobre lesbianas, baile swing, sombreros elegantes y vampiros), fue producida como parte de su tesis de maestría en el Centro de Estudios de Dibujos Animados.
En 2012 comenzó As the Crow Flies, un webcomic sobre una niña queer afroamericana de 13 años que se encuentra en un campamento de mochileros cristiano solo para blancos. El primer volumen de As the Crow Flies fue financiado a través de Kickstarter. El Proyecto Amelia Bloomer lo nombró como uno de sus 10 mejores libros de 2019 para lectores desde el nacimiento hasta los 18 años. As the Crow Flies recibió el premio Stonewall Book Award en 2018, también fue nominado al premio Eisner a "Mejor cómic digital/web" en 2014 y al premio Ignatz en la categoría de "Cómic destacado" en 2016. La Sociedad de Ilustradores le otorgó a Gillman una medalla de oro por ello.
Gillman fue coeditora junto a Kori Michele Handwerker y colaboradora de The Other Side, una antología de 19 cómics de romance paranormal queer publicados en 2016. En 2016, comenzó a escribir una serie de cómics de Steven Universe para Boom! Estudios.
Bajo el sello Lerner Publishing Group, Gillman publicó Stage Dreams en 2019. La historia se centra en una mujer latina delincuente y una mujer trans fugitiva en Nuevo México durante la Guerra Civil. Citando su interés en la ficción histórica y la falta de representación queer en dichas historias, Gillman se propuso crear una historia que retratara la historia queer anterior al movimiento por los derechos civiles.
En 2019, Gillman recibió la oportunidad de crear una compilación de cuentos de hadas queer de Random House Graphic después del éxito de una serie de cómics de cuentos de hadas queer que Gillman publicó en línea y que obtuvieron una gran popularidad. La oportunidad llevó a la publicación de Other Ever Afters en 2022. Gillman señaló que se seguía un formato de narración de cuentos de hadas de Europa occidental para reinterpretar historias antiguas desde un punto de vista más moderno. La intención de Gillman detrás de las historias de Other Ever Afters era provocar a los lectores a pensar sobre cómo se trata a las mujeres y las niñas en los cuentos e historias tradicionales.

## Vida personal
Gillman vive en Columbus, Ohio. Es una persona de género no binario y usa los pronombres they/them, equivalentes al pronombre «elle» en español.

### Cómics
- As the Crow Flies (2017)
- Care Bears Volume 1: Rainbow River Rescue (2016)
- The Other Side: An Anthology of Queer Paranormal Romance (2016)
- Steven Universe #1-3, #4 y #8 (2017)
- Steven Universe: Warp Tour (2017)
- Steven Universe: Punching Up (2018)
- Stage Dreams (2019)
- Other Ever Afters: New Queer Fairy Tales (2022)